# Oliver Karl Klose
Oliver Karl Klose (* 7. Dezember 1972 in Iserlohn) ist ein deutscher Jurist.

## Leben
Nach dem in Düsseldorf abgelegten Zweiten Staatsexamen im Jahr 2002 war Klose zunächst wissenschaftlicher Mitarbeiter an der Rheinischen Friedrich-Wilhelms-Universität Bonn. 2003 trat er seine erste Richterstelle an und war seither an diversen Arbeitsgerichten innerhalb Nordrhein-Westfalens tätig. Nach seiner von 2007 bis 2009 währenden Abordnung an das Bundesarbeitsgericht als wissenschaftlicher Mitarbeiter folgte zuletzt eine Stelle als Richter am Arbeitsgericht Düsseldorf. Am 27. Oktober 2011 erhielt er die Ernennungsurkunde zum Richter am Bundesarbeitsgericht mit Wirkung zum 1. November 2011. Seit Februar 2023 ist er dort als Nachfolger von Stephanie Rachor Pressesprecher. Anfang Juli 2025 wurde Klose zum Vorsitzenden Richter am Bundesarbeitsgericht ernannt und als Vorsitzender dem Zweiten Senat zugewiesen.
Klose hat seit dem Sommersemester 2018 einen Lehrauftrag für Arbeitsrecht an der Staatswissenschaftlichen Fakultät der Universität Erfurt inne.